# Następnik liczby porządkowej
Następnik liczby porządkowej – najmniejsza liczba porządkowa większa niż {\displaystyle \alpha .} Liczbę, która jest następnikiem pewnej liczby porządkowej, nazywa się liczbą następnikową. Każda liczba porządkowa różna od {\displaystyle 0} jest albo liczbą następnikową, albo graniczną liczbą porządkową.
Używając liczb porządkowych von Neumanna (standardowego modelu używanego obecnie w teorii mnogości), następnikiem liczby porządkowej {\displaystyle \alpha } jest {\displaystyle S(\alpha )} dana wzorem:
{\displaystyle S(\alpha )=\alpha \cup \{\alpha \}.}

## Zastosowanie
Następnik liczby porządkowej jest podstawową operacją przeprowadzaną na liczbach porządkowych. Najbardziej znanym jej zastosowaniem jest konstrukcja zbiorów induktywnych, np. zbioru liczb naturalnych w konstrukcji von Neumanna.
Używając operacji następnika, można zdefiniować arytmetykę liczb porządkowych, na przykład dodawanie, przez indukcję pozaskończoną:
{\displaystyle \alpha +0=\alpha ,}
{\displaystyle \alpha +S(\beta )=S(\alpha +\beta )}
i dla granicznej liczby porządkowej λ
{\displaystyle \alpha +\lambda =\bigcup _{\beta <\lambda }(\alpha +\beta ).}
W szczególności, {\displaystyle S(\alpha )=\alpha +1.} Podobnie definiuje się mnożenie i potęgowanie.
Punkty następnikowe i zero są punktami skupienia klasy liczb porządkowych, w odniesieniu do topologii porządkowej.
Uwaga:
Nie każda liczba porządkowa jest następnikowa. Liczby niemające tej własności nazywamy granicznymi liczbami porządkowymi (nie mylić z granicznymi liczbami kardynalnymi).

## Własności
- Nie istnieje żadna liczba porządkowa pomiędzy {\displaystyle \alpha } i {\displaystyle S(\alpha ),}

{\displaystyle \alpha <S(\alpha ).}
- Jeśli {\displaystyle \alpha \in S(\alpha ),} to {\displaystyle \alpha \subset S(\alpha )} (zob. zbiór przechodni).

## Przykłady
- {\displaystyle S(\varnothing )=\{\varnothing \}} (tu: {\displaystyle \varnothing =0})
- {\displaystyle S\left(\{\varnothing \}\right)=\left\{\varnothing ,\{\varnothing \}\right\},}
- {\displaystyle S\left(\left\{\varnothing ,\{\varnothing \}\right\}\right)=\left\{\varnothing ,\{\varnothing \},\left\{\varnothing ,\{\varnothing \}\right\}\right\}.}